# Hemiphaga chathamensis
Hemiphaga chathamensis là một loài chim trong họ Columbidae.